# Мохнатин
Мо́хнатин (укр. Мо́хнатин) — село Черниговского района Черниговской области Украины, центр сельского Совета. Расположено в 20 км от районного центра и железнодорожного узла Чернигов. Население 536 человек. Село расположено на реке Бичевка (Бичалка).
Код КОАТУУ: 7425585201. Почтовый индекс: 15513. Телефонный код: +380 462.

## История
Возле села Мохнатин обнаружены поселение и курганный могильник времён Киевской Руси (IX—XIII вв.).
Первое письменное упоминание о Мохнатине датируется 1660 годом. Советская власть в селе установлена в январе 1918 г. На фронтах Великой Отечественной войны против немецких войск сражалось 320 жителей, из них 168 награждены орденами и медалями, 140 погибли. Уроженец села Мохнатин Г. К. Савенко принимал участие в штурме рейхстага. На братской могиле «советских воинов, павших смертью храбрых при освобождении села от гитлеровцев», и «воинов-односельчан, погибших в боях против немецко-фашистских захватчиков, установлены памятники».

## Власть
Орган местного самоуправления — Мохнатинский сельский совет. Почтовый адрес: 15513, Черниговская обл., Черниговский р-н, с. Мохнатин, ул. Победы (Перемоги), 19.
Мохнатинскому сельскому совету, кроме с. Мохнатин подчинено село Юрьевка